# مروة المصري
مروة المصري المجايدة ناشطة فلسطينية في مجال حقوق المرأة ودعم الوحدة الوطنية الفلسطينية، وهي عضو في اتحاد المرأة الفلسطينية، وقيادية في حركة فتح، ولها أنشطة عدة في مجالات دعم الأيتام وأبناء المتضررين من الحروب مع إسرائيل.
في أبريل عام 2016 وأثناء توجهها إلى رام الله تعرّضت المصري للاحتجاز في بيت حانون من قِبل الأجهزة الأمنية التابعة لحركة حماس في قطاع غزة دون أن يتم توضيح سبب احتجازها.